# Emmanuel Coste
Pour les articles homonymes, voir Coste.
 (février 2019).
Si vous disposez d'ouvrages ou d'articles de référence ou si vous connaissez des sites web de qualité traitant du thème abordé ici, merci de compléter l'article en donnant les références utiles à sa vérifiabilité et en les liant à la section « Notes et références ».
Emmanuel Coste (Narbonne, 17 avril 1873 - Aix-en-Provence, 18 janvier 1934), est un ecclésiastique et prélat français qui fut évêque coadjuteur de Carcassonne (1926-1930), évêque de Carcassonne (1930-1931) puis archevêque d'Aix-en-Provence (1931-1934).

## Biographie
Né à Narbonne, dans une famille catholique très investie dans la vie paroissiale, son enfance se passe à Béziers. Il fait ses études secondaires chez les Jésuites à Montpellier puis des études de droit et obtient une licence. Il entre ensuite au séminaire français de Rome et y obtient le doctorat en théologie et philosophie, à l'université pontificale grégorienne. L’abbé Emmanuel Coste est à l’origine, en 1899, du périodique les Echos de Santa-Chiara, bimensuel des anciens du séminaire français de Rome. Ce bulletin existe encore de nos jours. Il venait en complément au bulletin de liaison annuel de l'association pieuse d’anciens du séminaire français de Rome.
Il est ordonné prêtre en 1898 et commence par enseigner la philosophie à Béziers, au collège de la Trinité. Avec le père jésuite Joseph Delbrel (1856-1927) dont il avait été l’élève, et l'abbé Georges Ardant du diocèse de Limoges (1866-1946), il fonde une œuvre dédiée Le recrutement sacerdotal, non seulement une revue bimestrielle, dont tous trois seront les animateurs, mais, comme le père Delbrel l'écrira un jour, « une œuvre de presse…, un bureau de consultations et d'informations….., une entreprise d'assistance » à la promotion des vocations sacerdotales et organise des congrès à Paris (1925) et Marseille (1926), sur ce thème.
Cette œuvre a le soutien de Rome et des évêques de France.
Il est nommé en 1908 curé de la nouvelle paroisse de l’Immaculée-Conception, à Béziers où il supervise la construction de l’église. René-Pierre Mignen, évêque de Montpellier, qui est un ancien condisciple du séminaire français de Rome, le choisit comme vicaire général, en 1922. Il le charge particulièrement de l’enseignement et de l’œuvre des vocations. En 1924, il est élu évêque coadjuteur, avec le titre d’évêque de Flaviopolis (de), de Beuvain de Beauséjour, évêque de Carcassonne. Il reçoit sa consécration épiscopale le 12 janvier 1926. Il succède à  Beuvain de Beauséjour le 5 avril 1930.
Il est transféré au siège archiépiscopal d'Aix-en-Provence, le 28 juillet 1931 pour succéder à Maurice Rivière.
Il meurt brutalement le 18 janvier 1934. Il est inhumé dans la cathédrale Saint-Sauveur d'Aix-en-Provence. Il avait été fait chanoine d’honneur de Fréjus en 1933.

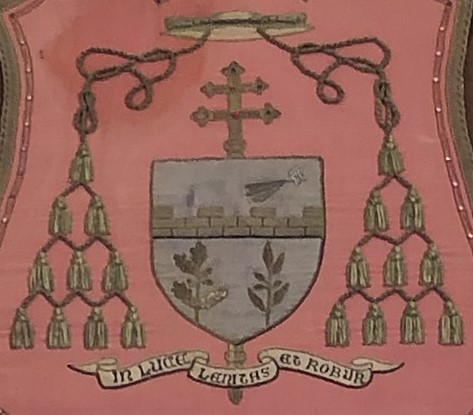
Blason d'Emmanuel Coste. Sa devise In Luce, Lenitas et Robur